# Bergheim, Nordrhein-Westfalen
För andra betydelser, se Bergheim (olika betydelser).
Bergheim är en stad i Rhein-Erft-Kreis i Regierungsbezirk Köln i förbundslandet Nordrhein-Westfalen i Tyskland.